# Leap Motion
Leap Motion, Inc.（英語：Leap Motion, Inc.）是一家制造和销售计算机硬件感应设备的公司。类似于鼠标，其设备支持利用手掌和手指动作来进行输入，但无需手部接触或者触摸。它使用高级的动作感应专利技术进行人机互动。源于在利用键盘和鼠标进行3D建模时的挫折中得到的灵感，Leap Motion 宣称虚拟建模应该与在真实世界中铸泥塑一样简单。